# Де-Блессе
Де-Блессе (нід. De Blesse) — село в нідерландській провінції Фрисландія. Входить до муніципалітету Вестстеллінгверф.
Його площа становить 2,25км², а населення станом на 2021 рік складало 815 осіб.
Перша згадка про населений пункт датується 1439-им роком.

## Галерея

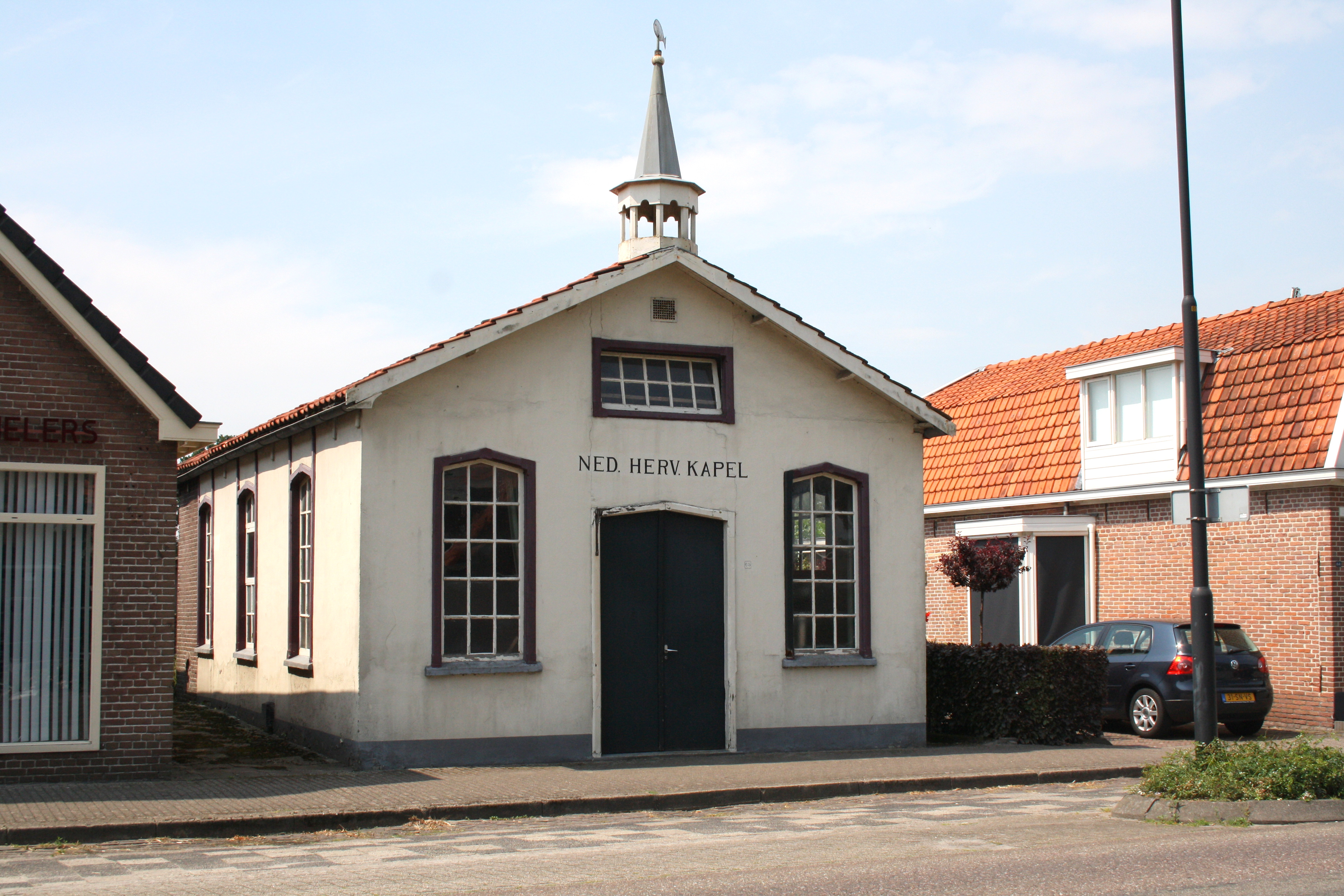
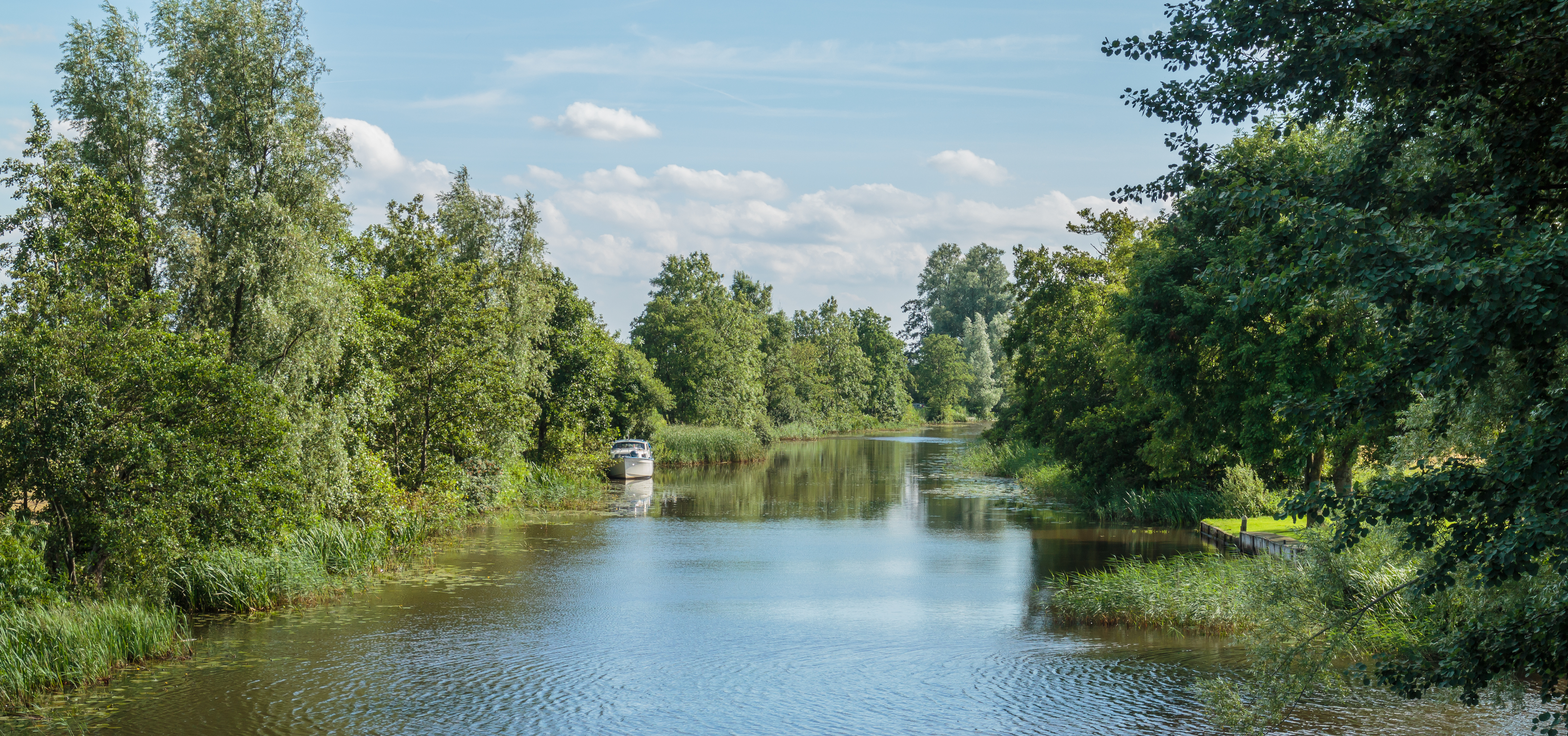
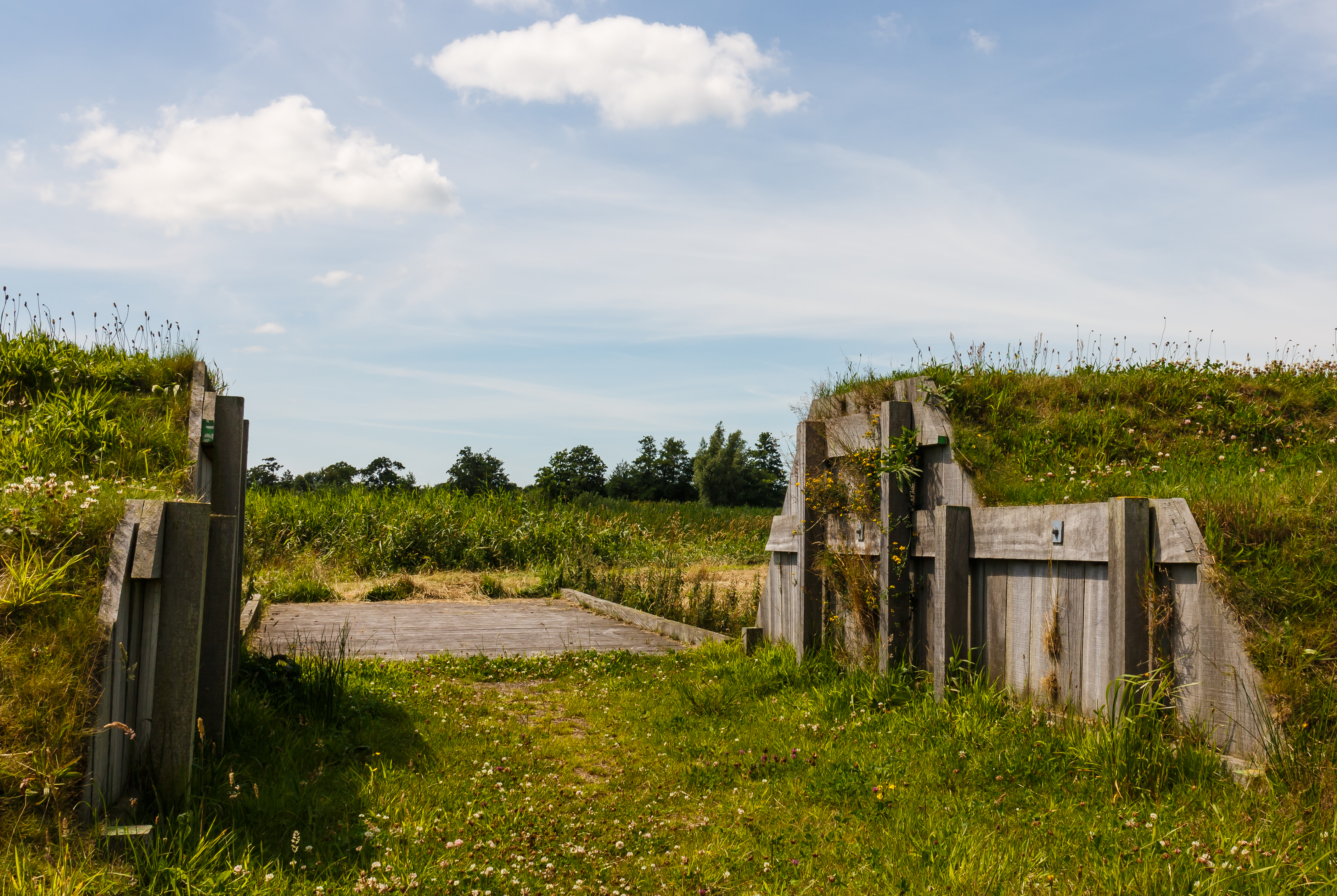